# Zenodorus jucundus
Zenodorus jucundus är en spindelart som först beskrevs av William Joseph Rainbow 1912.  Zenodorus jucundus ingår i släktet Zenodorus och familjen hoppspindlar. Inga underarter finns listade i Catalogue of Life.